# Klaus Urbanczyk
Klaus Urbanzcyk est un footballeur est-allemand et aussi un entraîneur, né le 4 juin 1940 à Halle (Saxe-Anhalt).

## Biographie
En tant que défenseur, il est international est-allemand à 34 reprises (1961-1969) pour aucun but.
Sa première sélection est honorée le 10 décembre 1961, à Casablanca, contre le Maroc. Cela se solde par une défaite deux buts à 0 pour les joueurs de RDA.
Il participe aux Jeux olympiques de 1964, sous la bannière « équipe unifiée d'Allemagne ». Il est titulaire contre l’Iran, contre la Roumanie, contre le Mexique, contre la Yougoslavie, contre la Tchécoslovaquie, mais il ne joue pas le dernier match, pour la troisième place contre l’Égypte. Il obtient la médaille de bronze. 
Sa dernière sélection est honorée le 19 décembre 1969, au Caire, contre l’Égypte. Cela se solde par une victoire 3 buts à 1 pour la RDA. 
En tant que joueur, il joue dans un seul club, le Hallescher FC avec lequel il est champion de D2 de RDA en 1965, et remporte une coupe d’Allemagne de l’Est de football en 1962. Il remporte le titre de meilleur footballeur est-allemand de l’année en 1964.
En 1971, Urbanczyk fait partie de l'équipe du Hallescher FC qui a été victime d'un incendie dans les hôtels à Eindhoven, dans le cadre de la Coupe UEFA (1er tour, match retour),.
Il entame une carrière d’entraîneur. Il est l’entraîneur de Hallescher FC à trois reprises (1973-1975 ; 1982-1984 ; 1992-1994), du FC Magdebourg, du FC Grün-Weiss Wolfen et du 1.FC Lok Stendal. Il remporte deux coupes d’Allemagne de l’Est et une D2 de RDA.

## Clubs

### En tant que joueur
- 1960-1972 :  Hallescher FC

### En tant qu’entraîneur
- 1973-1975 :  Hallescher FC
- 1976-1982 :  1.FC Magdebourg
- 1982-1984 :  Hallescher FC
- 1984-1985 :  FC Grün-Weiss Wolfen
- 1992-1994 :  Hallescher FC
- 1994-1996 :  1.FC Lok Stendal

## Palmarès

### En tant que joueur
- Championnat de RDA de football D2

- - Champion en 1965
- Coupe d'Allemagne de l'Est de football
  - Vainqueur en 1962
- Jeux olympiques
  - Médaille de bronze en 1964
- Meilleur footballeur est-allemand de l’année
  - Meilleur est-allemand en 1964

### En tant qu’entraîneur
- Championnat de RDA de football
  - Vice-champion en 1977 et en 1978
- Championnat de RDA de football D2
  - Champion en 1974
- Coupe d'Allemagne de l'Est de football
  - Vainqueur en 1978 et en 1979